# Старая мэрия
Старая мэрия (англ. Old City Hall), также известная как Южный рынок (англ. Southern Market) — исторический комплекс прилегающих друг к другу зданий в Мобиле (Алабама), в котором в настоящее время располагается Исторический музей Мобила. Строительство сооружений проходило с 1855 по 1857 год. В 1973 году комплекс был объявлен национальным историческим памятником США.

## История
Изначально комплекс предполагалось построить в Мобиле в 1854 году в качестве центрального городского рынка, где продавались бы овощи, мясо, рыба. В феврале 1855 года было принято решение, согласно которому в комплексе была размещена мэрия города, а также некоторые муниципальные министерства. Архитектором на начальном этапе строительства был Томас Симмонс Джеймс, приехавший в Мобил из Вирджинии. 27 декабря 1855 года сгорела действующая мэрия на Конти и Джексон-стрит, в результате чего было принято решение выделить дополнительные 40 тыс. долларов на строительство дополнительных сооружений для городского казначея, мэра и городского совета. Платёжные квитанции, сохранившиеся до наших дней, свидетельствуют о том, что строительство завершилось 20 апреля 1857 года.
В 1910 году здания были перестроены по новому проекту архитектора Уильяма Л. Денхама. Появился новый зал для совещаний, передняя и задняя часть центральной секции были соединены, лестница на восточной стене вестибюля была перепроектирована.
В 1930-х годах комплекс снова был перепроектирован архитектором Фредериком Кларком. Большая часть работы была направлена на обустройство некоторых ранее пустых пространств. 12 сентября 1979 года комплекс был повреждён в результате урагана Фредерик (англ.). Все служащие и посетители успели покинуть сооружение. Позднее комплекс снова был восстановлен.

## Описание

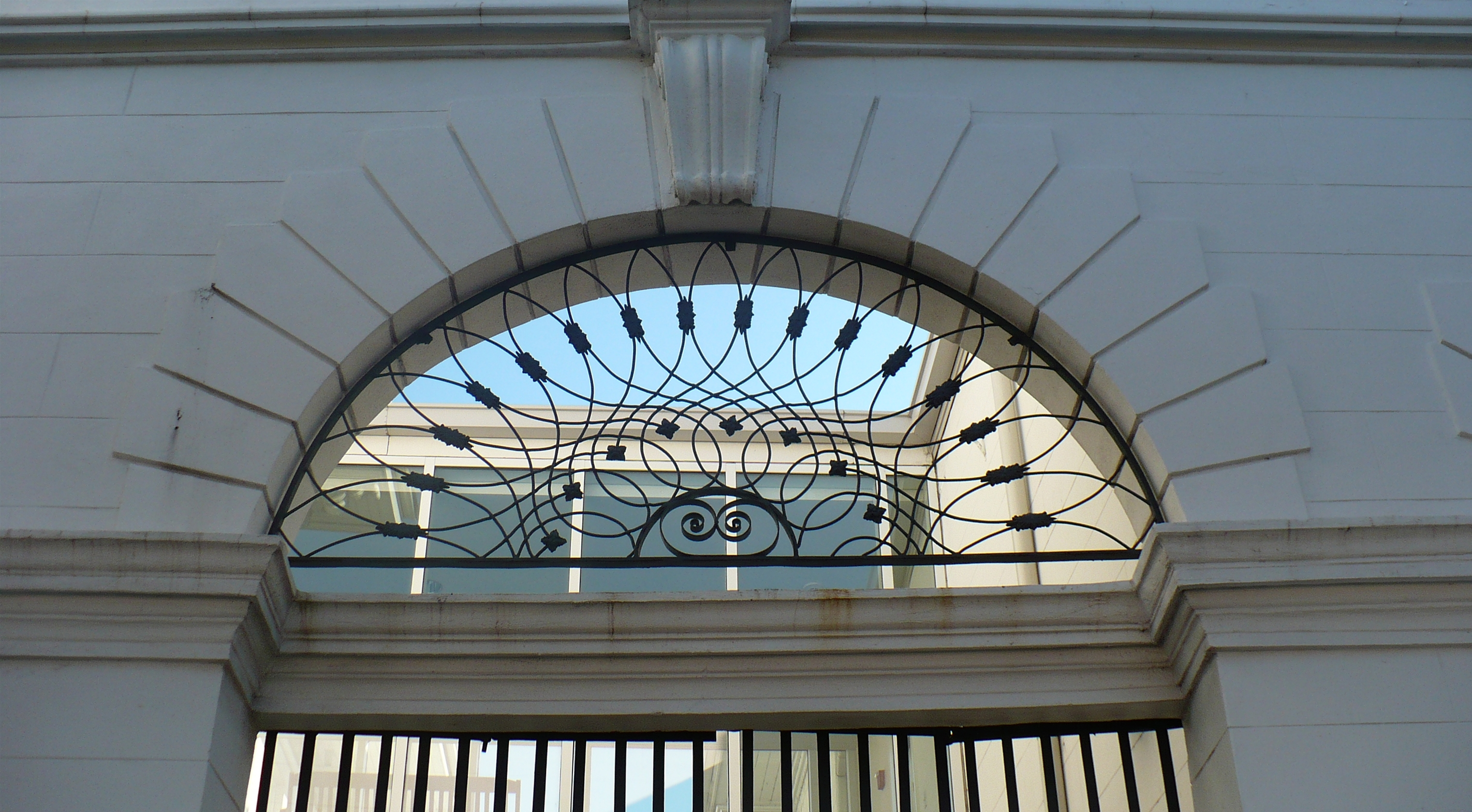
Деталь аркадного железного изделия

Комплекс построен в стиле итальянской архитектуры и состоит из четырёх секций прямоугольной формы, соединённых тремя аркадными проходами. Здание построено из кирпича и облицовано стукко с деревянной отделкой и кронштейнами.
Две центральные секции в совокупности образуют форму, напоминающую букву «U», выходящую на Королевскую улицу и простирающуюся до Уотер-стрит. Эта центральная часть украшена центральным восьмиугольным куполом. Южное крыло имеет длину 9 метров (30 футов) на 84 м (275 футов) и выходит на Блэк-стрит. Первый этаж южного крыло раньше был в киосках и магазинах, однако в данный момент эта часть ничем не занята. Северное крыло имеет ширину 9 метров (30 футов) и длину, намного меньшую чем имеет южное крыло. Северная стена прилегает к центру исследования побережья Мексиканского залива.
Здание находится в Национальном реестре исторических мест как национальный исторический памятник, а также является частью Восточного исторического района Чарч-стрит.

## Музей
С 1997 года началась реконструкция здания, для того чтобы в нём разместился Исторический музей Мобила. В 2000 году была достроена задняя часть здания для размещения там постоянных экспонатов и офиса персонала. В 2005 году после урагана Катрина музей был закрыт на шесть месяцев для проведения ремонтных работа.
Экспонаты находятся на двух этажах комплекса и рассказывают историю устройства Мобила за последние 300 лет. Музей имеет временные экспонаты, которые постоянно меняются, и постоянные экспонаты. Экспонаты на постоянной основе: выставка «Старые пути новых дней», в которой рассказывается вся история города, начиная от колонизации и заканчивая настоящим; экспозиция «Стены и залы», в которой представлена мебель, антикварное серебро, произведения искусства и другие артефакты.

## Галерея

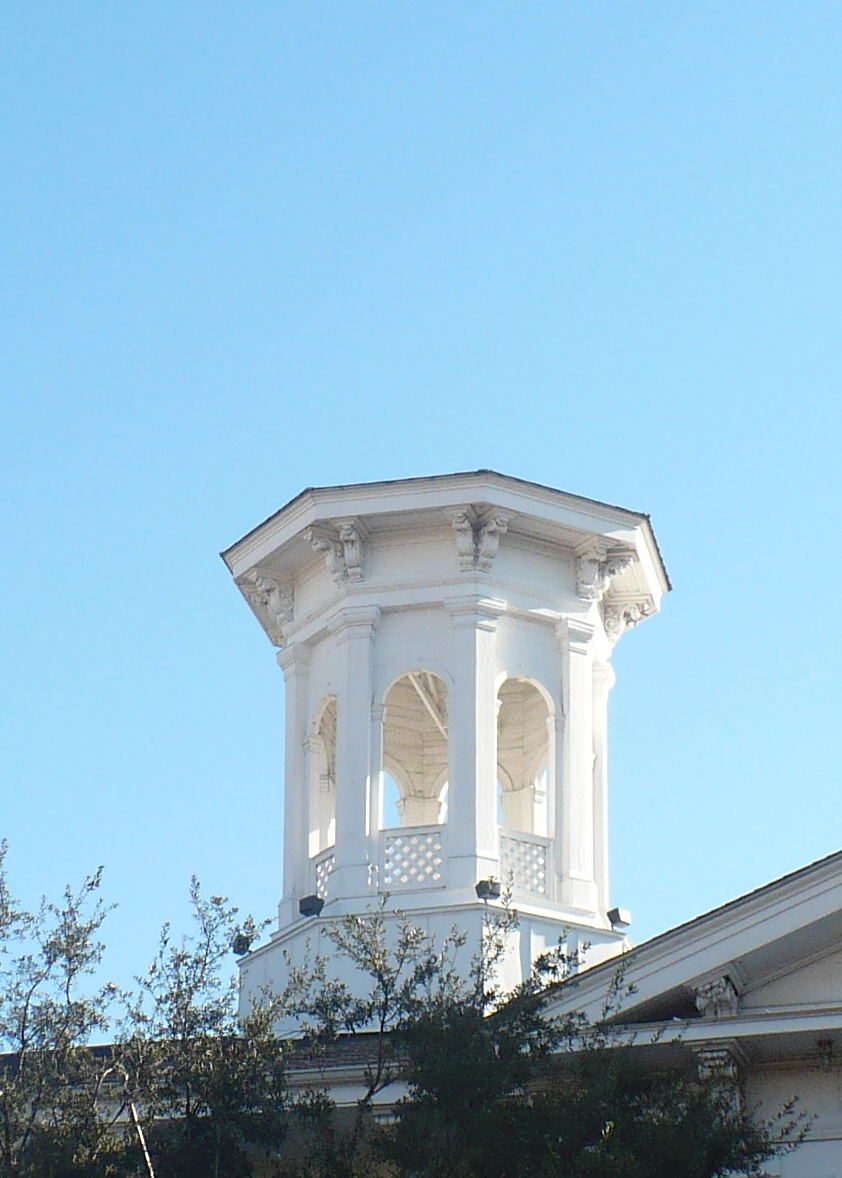
Детальный снимок купола.
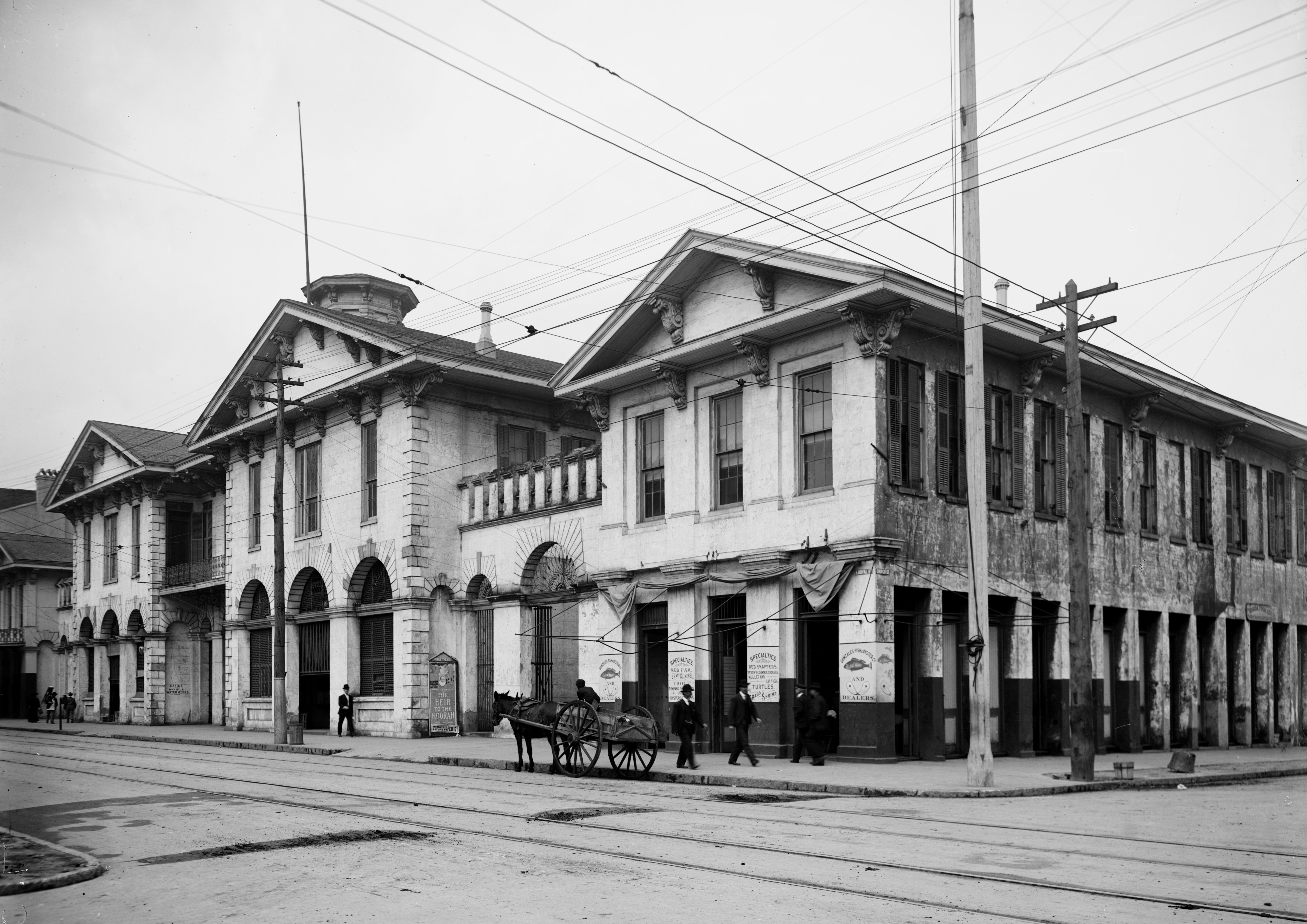
Фото, сделанное в 1906 году.
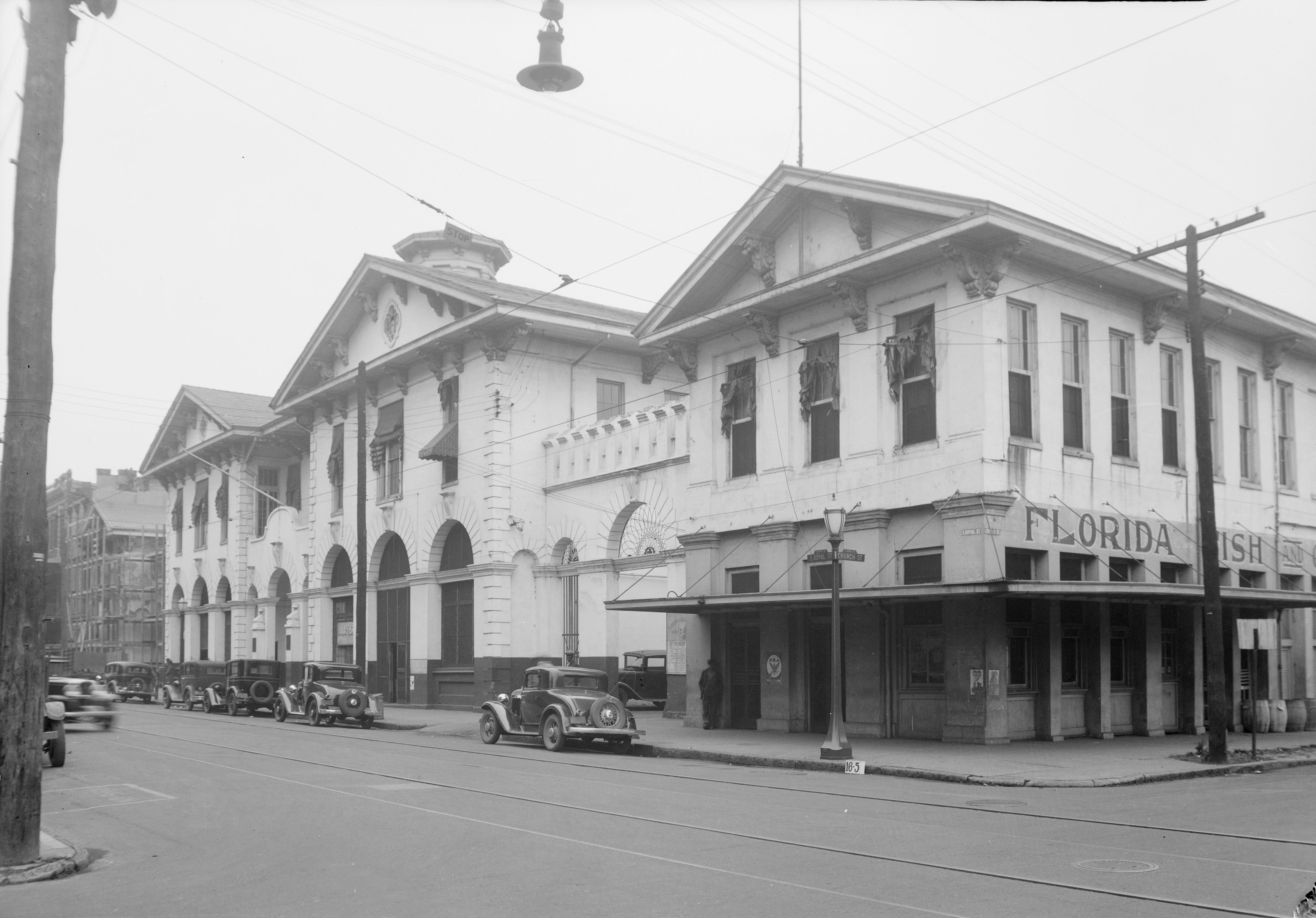
Фотография, сделанная по Программе документирования наследия в 1934 году.
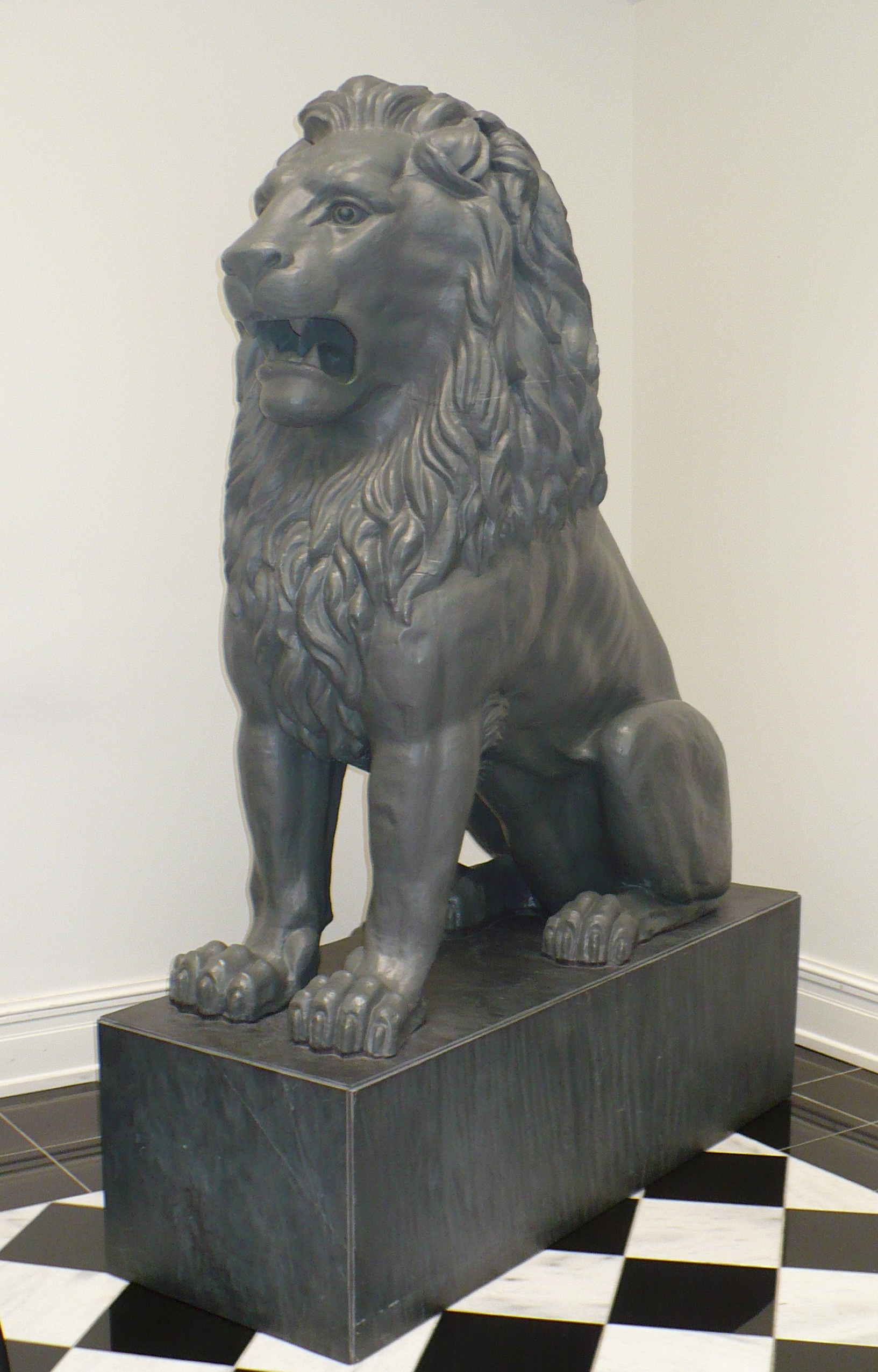
Одна из старинных парных статуй львов у входа на экспозицию.